# Veneno (série de televisão)
Veneno (anteriormente chamada Veneno: Vida y muerte de un icono) é uma série limitada espanhola de televisão via streaming, criada por Javier Ambrossi e Javier Calvo, que foi ao ar originalmente entre 29 de março a 25 de outubro de 2020, na plataforma de streaming por assinatura Atresplayer Premium. A série, que conta a vida e morte da cantora transgênero espanhola e personalidade da televisão Cristina Ortiz Rodríguez, mais conhecida pelo apelido de "La Veneno", é baseada na biografia ¡Digo! Ni puta ni santa. Las memorias de La Veneno de Valeria Vegas.
A temporada completa estava programada para ser lançada em 29 de março de 2020 na Atresplayer Premium mas, devido à pandemia de coronavírus de 2019-20, a produção e a pós-produção não puderam ser concluídas. Portanto, apenas o primeiro dos oito episódios foi ao ar naquela data. O segundo episódio foi ao ar em 28 de junho de 2020. O terceiro episódio foi ao ar em 20 de setembro de 2020, e o resto dos episódios foram lançados semanalmente. A trilha sonora da série, incluindo versões cover de Amaia, Álex de Lucas e Jedet, bem como a canção original "Nunca Debiste Cruzar el Mississippi", de Leiva, foi lançada em plataformas digitais em 29 de outubro de 2020.
Veneno teve sua distribuição internacional através da plataforma de streaming HBO Max, a partir de 19 de novembro do mesmo ano.

## Premissa
Veneno se concentra na vida e morte de um dos ícones LGBTQIA+ mais importantes e queridos da Espanha, conhecido como "La Veneno" (Cristina Ortiz). Apresenta as experiências de uma mulher transgênero em luta, que alcançou fama com aparições na televisão nos anos 90 e conquistou o público com uma visão única do mundo. Ao longo de sua vida, a história LGBTQIA+ na Espanha é narrada desde os anos 1960 até os dias atuais. A série conta também a história de Valeria Vegas, uma estudante de jornalismo que nunca entendeu por que as pessoas a chamavam por um nome que não era o dela. A mesma coisa foi vivida por Cristina, erroneamente chamada de “Joselito” - o nome com o qual teve que uzar enquanto lutava para sobreviver a uma infância cruel e violenta sob a Espanha dos anos 60. Duas mulheres que nasceram em épocas muito diferentes, mas que acabam se unindo para sempre quando Valeria decide escrever um livro sobre a vida da icônica Cristina, La Veneno.

## Elenco

### Elenco Principal
- Lola Rodríguez como Valeria Vegas
- Daniela Santiago como La Veneno
- Jedet Sánchez como La Veneno (jovem adulta)
- Isabel Torres como La Veneno (mais velha)
- Paca La Piraña como ela mesma
- Desirée Rodríguez como Paca La Piraña (jovem)

### Recorrente
- Guille Márquez como José Antonio "Joselito" Ortiz Rodríguez
- Marcos Sotkovszki como Joselito (adolescente) / Fran Ortiz
- Israel Elejalde como Pepe Navarro
- Lola Dueñas como Faela Sainz
- Ester Expósito como Machús Osinaga
- Goya Toledo como Mãe de Valeria Vegas
- Elvira Mínguez como Blanca Villanueva
- Lara Martorell como La Fany
- Andrea García como La Zane
- Maite Sandoval como Mari
- Mariona Terés como Amparo
- Ángeles Ortega como La Manola
- Karen Hernández como Carolina la de Vigo
- Candela Santiago como Tamara la Gitana
- Desireé Vogue como Bienvenida
- Juani Ruiz como ela mesma
- Laura Frenchkiss como Rocío
- Omar Banana como Manolito (adolescente)
- Inma Pérez-Quirós como Gracia
- Santino Cassá como Manolito (criança)
- Mercedes León como María Jesús Rodríguez
- Alex Saint como Sacha
- Ciro Petrone como Angelo
- Tamar Novas como Miguel
- Carlos Manglano como Mihai
- Andreu Castro como Carlos "Cebollina"

### Convidados
- Esty Quesada como Fan de Take That
- La Zowi como Sonia Monroy
- Jordi Vilches como Pablo
- Micky Molina como Juan Ignacio Blanco
- Pablo Amores como Rubén
- Han Wang como funcionário de restaurante
- Eric Masip como Tomás
- Gonzalo Ferreño como Andoni Ferreño
- Sergio Alis como Colaborador de TV
- Laura Fa como Colaboradora de TV
- Sonia Martínez como Produtora de TV
- Lala Chús como Lydia Lozano
- Ángela Ponce como Juani "Loli" Ruiz
- Jorge Calvo como Dueño Local
- David Suárez como Enfermeiro
- Iván Labanda como Apresentador de TV
- Gracia Olayo como Azafata
- Kaydy Cain como Juan "Juanillo"
- Vicente Vergara como Luis
- Luz Rossi como Hayde "Nelida Lobato"
- Josean Bengoetxea como Funcionário prisão
- Ramón Ibarra como Jacinto
- Yolanda Sola como Yolanda
- Costa Gamberro como Preso
- Pepón Nieto como Hermano de Cristina
- Chos como Mari Tere Ortiz (adulta)
- Olalla Hernández como Irmã de Cristina
- Rafa Castillo como Irmão de Cristina
- Carolina Sobe como Colaboradora de TV
- Nando Escribano como Colaborador de TV
- Laura Corbacho como Colaboradora de TV
- Bella Agossou como Ana
- Sophia Lamar como Cristina Onassis
- Elena Martín como Charo
- Ángel Garó como Apresentador de TV
- Mona Martínez como Mari Carmen Ortiz
- Ana Milán como Sara Montiel
- Jorge Usón como Manolito
- Nacho Vigalondo como Juan Antonio Canta
- María Teresa Campos como ela mesma
- Pepe Navarro como segurança
- Brays Efe como Florentino Fernández / Crispín Klander
- Miriam Giovanelli como Cicciolina
- Carla Antonelli como Tita Fajardo
- Pepa Rus como Cuñada de Valeria
- Mariana Cordero como Suegra de Valeria
- Juan Muñoz como Paco Cere
- Juan Codina como Anthony Frames
- Topacio Fresh como Mulher de Paco
- Valeria Vegas como Lola
- Anna Allen como Carmen Albacete
- Samantha Hudson como Bibliotecaria
- Carmen Borrego como Colaboradora de TV
- José Coronado como Taxista
- Machús Osinaga como ela mesma
- Faela Sainz como ela mesma
- Óscar Ladoire como Don José

## Produção
Em maio de 2019, foi anunciado que Javier Calvo e Javier Ambrossi estavam em negociações para produzir, escrever e dirigir um filme biográfico sobre a vida da personalidade transgênero da TV espanhola "La Veneno" para a Atresmedia.  Em novembro de 2019, o elenco foi confirmado, com Jedet, Daniela Santiago e Isabel Torres sendo selecionadas para interpretar a personagem principal, Cristina Ortiz, na série.  A seleção foi muito bem recebida pelo público em geral, que agradeceu à dupla por escolher três mulheres transgêneros para interpretar uma mulher transgênero.  As filmagens começaram em 16 de dezembro em Isleta del Moro, uma pequena cidade na província de Almería. A produção foi posteriormente estendida para Adra, Valênciae a Comunidade de Madrid (com destaque para a Casa de Campo) e estava prevista para durar quatro meses, terminando em março de 2020.  A produção foi encerrada no início de março devido ao bloqueio nacional da Espanha, decretado em 14 de março e causada pela pandemia de coronavírus 2019-20, que já havia infectado mais de 5.000 pessoas até aquela data. Nos dias 17 e 25 de janeiro, os dois primeiros teasers foram postados nas redes sociais.  Em 28 de janeiro, foi anunciado que a série seria lançada na Atresmedia Premium em março de 2020.  A data de lançamento oficial foi revelada em 14 de fevereiro.  O pôster da série foi revelado em 6 de março, com o final trailer sendo lançado uma semana depois.

## Episódios
| N.º | Título                                                                       | Dirigido por                   | Escrito por                                       | Lançamento             |
| --- | ---------------------------------------------------------------------------- | ------------------------------ | ------------------------------------------------- | ---------------------- |
| 1   | "La Noche que cruzamos el Mississipi" "A noite em que cruzamos o Mississipi" | Javier Ambrossi e Javier Calvo | Javier Ambrossi e Javier Calvo                    | 29 de março de 2020    |
| 2   | "Un viaje en el tiempo" "Uma viagem no tempo"                                | Javier Ambrossi e Javier Calvo | Javier Ambrossi e Javier Calvo                    | 28 de junho de 2020    |
| 3   | "Acaríciame" "Acarecia-me"                                                   | Mikel Rueda                    | Claudia Costafreda, Elena Martín e Ian de la Rosa | 20 de setembro de 2020 |
| 4   | "La maldición de las Onassis" "A maldição das Onassis"                       | Álex Rodrigo                   | Javier Ambrossi e Javier Calvo                    | 27 de julho de 2020    |
| 5   | "Cristina a través del espejo" "Cristina através do espelho"                 | Javier Ambrossi e Javier Calvo | Javier Ambrossi e Javier Calvo                    | 4 de outubro de 2020   |
| 6   | "Una de las nuestras" "Uma das nossas"                                       | Javier Ambrossi e Javier Calvo | Félix Sabroso                                     | 11 de outubro de 2020  |
| 7   | "Fue más o menos así" "Foi mais ou menos assim"                              | Mikel Rueda                    | Claudia Costafreda, Elena Martín e Ian de la Rosa | 18 de outubro de 2020  |
| 8   | "Los tres entierros de Cristina Ortiz" "Os três enterros de Cristina Ortiz"  | Javier Ambrossi e Javier Calvo | Javier Ambrossi e Javier Calvo                    | 25 de outubro de 2020  |

## Lançamento e recepção
Desde o lançamento do primeiro episódio da série, em 29 de março de 2020, o número de assinantes do Atresplayer Premium cresceu 42%, atingindo 3,3 milhões de contas. Veneno teve a melhor estreia de uma série na história da plataforma e se tornou o programa mais assistido no Atresplayer Premium, sendo 10 vezes mais assistido do que qualquer outro programa até então. O segundo episódio da série foi ao ar em 28 de junho, para comemorar o Dia do Orgulho LGBT. Em 12 de agosto, a Atresmedia anunciou que o terceiro episódio estaria disponível em sua plataforma no dia 20 de setembro. A partir de então, um novo episódio passou a ser lançado todos os domingos, marcando o fim da série em 25 de outubro de 2020. Os três primeiros episódios foram exibidos em mais de 200 cinemas espanhóis em 17 de setembro. Para marcar o lançamento do último episódio na plataforma de streaming, as duas primeiras partes foram ao ar no canal aberto Antena 3 em 25 de outubro de 2020. Eles foram o programa mais assistido do dia na Espanha, com mais de 2,5 milhões de espectadores no primeiro episódio. Em julho de 2020, a HBO Max adquiriu os direitos de streaming da série para os Estados Unidos e América Latina. A série estreou na HBO Max em 19 de novembro de 2020.

### Recepção critica
Veneno recebeu elogios da crítica após o lançamento. Vários críticos chamaram a série de "imperdível", "uma história comovente e complexa dentro de uma ficção brilhante que é emocional e necessária", "uma proposta interessante e arriscada sobre o ícone espanhol" e também "uma obra de arte".